# Isidor Markus Emanuel
Isidor Markus Emanuel (* 7. Oktober 1905 in Merzalben; † 30. November 1991 in Waldfischbach-Burgalben) war ein deutscher römisch-katholischer Geistlicher und von 1953 bis 1968 Bischof von Speyer.

## Leben
Emanuel besuchte als Konviktorist das Gymnasium in Speyer, wo er 1924 das Abitur ablegte. Nach dem Studium der Theologie an der Päpstlichen Universität Gregoriana in Rom wurde er dort am 26. Oktober 1930 vom Vizegerenten des Bistums Rom, Giuseppe Palica, zum Priester geweiht und promovierte anschließend.
Vom 1. August 1931 an war er für eineinhalb Jahre als Kaplan in Dudenhofen tätig. Am 1. Mai 1933 kam er als Domkaplan nach Speyer, am 1. August 1933 wurde er zum Subregens am Priesterseminar Maria Rosenberg in Waldfischbach-Burgalben bestimmt. Am 16. Juli 1939 übernahm er die Pfarrei in Hohenecken. Seit 1. März 1941 war er Rektor der Wallfahrt und Leiter des Exerzitienwerkes der Diözese Speyer auf Maria Rosenberg.
Am 28. Juni 1950 wurde Emanuel Domkapitular. Von Papst Pius XII. wurde er am 22. September 1952 zum Bischof von Speyer ernannt und am 1. Februar 1953 im Speyerer Dom durch seinen Vorgänger Joseph Kardinal Wendel zum Bischof geweiht. Mitkonsekratoren waren Weihbischof Bernhard Stein aus Trier und der Bischof von Eichstätt, Joseph Schröffer.
Erstmals nach fast 20 Jahren berief Emanuel 1957 wieder eine Diözesansynode ein. Von 1965 bis 1965 nahm er als Konzilsvater an allen vier Sitzungsperioden des Zweiten Vatikanischen Konzils teil. Wegen der geänderten Vergaberichtlinien verzichtete er am 30. November 1970 auf seinen Titularsitz.
Nach 15 Jahren, am 10. Februar 1968, nahm Papst Paul VI. den wegen angegriffener Gesundheit eingereichten Rücktritt von der Leitung des Bistums an und ernannte ihn gleichzeitig zum Titularbischof von Marazanae.
Seinen Ruhestand als Altbischof verbrachte Emanuel in Maria Rosenberg, das seinem Geburtsort Merzalben benachbart ist. Er starb am 30. November 1991 und wurde am 6. Dezember 1991 in der Reihe der Bischofsgräber vor dem Königschor des Domes zu Speyer beigesetzt.

## Bedeutung
Als Folge der Zerstörungen des Zweiten Weltkriegs mussten im Bistum während Emanuels Amtszeit fast 100 Kirchen wieder aufgebaut oder neu errichtet werden. In Speyer wurde 1956/57 ein neues Priesterseminar gebaut, das eine zweijährige pastoralpraktische Ausbildung des Priesternachwuchses in der Heimatdiözese ermöglichte. Die umfassende Restaurierung des romanischen Kaiserdoms vom Jahr 1957 an, die dem Gotteshaus die ursprüngliche Raumgestalt zurückgab, gilt als Emanuels wichtigste bauliche Maßnahme. Heute wird die dabei praktizierte Reromanisierung allerdings als Musterbeispiel einer nach derzeitigen denkmalpflegerischen Kriterien abgelehnten Rückrestaurierung angesehen. Die Änderungen wurden ab 1996 teilweise wieder rückgängig gemacht.
Verdienste erwarb sich Emanuel um die deutsch-französische Aussöhnung und Freundschaft. Besonderen Ausdruck fanden die Versöhnungsbemühungen im Bau der Speyerer Friedenskirche St. Bernhard, die 1953/54 gemeinsam von deutschen und französischen Katholiken finanziert wurde.

## Ehrungen
- 1968: Großes Verdienstkreuz mit Stern der Bundesrepublik Deutschland

## Werke
- Rettet den Sonntag! Johannes-Verlag, Leutesdorf a. Rh. 1954.
- Psalter meiner frühen Jahre. Pilger-Verlag, Speyer 1962 (2. Aufl. 1967, 3. Aufl. 1983).
- Sieben Jahre im roten Talar. Pilger-Verlag, Speyer 1970.
- Meine Bischofsjahre. Pilger-Verlag, Speyer 1974.
- Aus meinem Dienst am Wort Gottes, Predigtsammlung. Pilger-Verlag, Speyer 1984, ISBN 3-87637-024-8.